# جیم آرمسترانگ (کشتی‌گیر)
جیم آرمسترانگ (انگلیسی: Jim Armstrong؛ ۱۴ ژوئیه ۱۹۱۷ – ۸ ژوئیه ۱۹۸۱). کشتی‌گیر و بازیکن راگبی ۱۳ نفره اهل استرالیا بود.